# Развој рекорда европских првенстава у атлетици на отвореном - 100 метара за жене
Ово је преглед рекорда европских првенстава на отвореном трке на 100 м за жене. Резултати су дати у секундама.

## Рекорди европских првенстава трке на 100 метара за жене на отвореном
Закључно са ЕП 2014. у Цириху ратификована су 22 рекорда од стране ЕАА (European Athletic Association).
|     | Резултат | Ветар (м/с) | Атлетичарка           | Дат. рођ.           | Држава           | Место                     | Ниво   | Датум               |
| --- | -------- | ----------- | --------------------- | ------------------- | ---------------- | ------------------------- | ------ | ------------------- |
| 1.  | 11,9     |             | Станислава Валасјевич | 3. април 1911.      | Пољска           | Беч, Аустрија             | квал.  | 17. септембар 1938. |
| 1.  | 11,9     | полуф.      | Станислава Валасјевич | 3. април 1911.      | Пољска           | Беч, Аустрија             |        | 17. септембар 1938. |
| 1.  | 11,9     | фин.        | Станислава Валасјевич | 3. април 1911.      | Пољска           | Беч, Аустрија             |        | 17. септембар 1938. |
| 1.  | 11,9     |             | Јевгенија Сеченова    | 11. август 1919.    | Совјетски Савез  | Осло, Норвешка            | фин.   | 22. август 1946.    |
| 5.  | 11,7     | 0,0         | Фани Бланкерс-Кун     | 26. април 1918.     | Холандија        | Брисел, Белгија           | полуф. | 24. август 1950.    |
| 5.  | 11,7     | 0,7         | Фани Бланкерс-Кун     | 26. април 1918.     | Холандија        | Брисел, Белгија           | фин.   | 25. август 1950.    |
| 5.  | 11,7     |             | Хедет Јанг            | 17. март 1933.      | Велика Британија | Стокхолм, Шведска         | квал.  | 20. август 1958.    |
| 8.  | 11,6     | 1,7         | Хедет Јанг            | 17. март 1933.      | Велика Британија | Стокхолм, Шведска         | полуф. | 21. август 1958.    |
| 9.  | 11,5     | -0,3        | Јута Хајне            | 16. септембар 1940. | Немачка          | Београд, Југославија      | квал.  | 12. септембар 1962. |
| 10. | 11,4     | 0,8         | Јута Хајне            | 16. септембар 1940. | Немачка          | Београд, Југославија      | полуф. | 13. септембар 1962. |
| 10. | 11,4     | -0,8        | Ренате Штехер         | 12. мај 1950.       | Источна Немачка  | Хелсинки, Финска          | квал.  | 10. август 1971.    |
| 10. | 11,35    | 0,0         | Ренате Штехер         | 12. мај 1950.       | Источна Немачка  | Хелсинки, Финска          | фин.   | 11. август 1971.    |
| 13. | 11,31    | 0,8         | Мона-Лиса Пурсиајнен  | 21. јун 1951.       | Финска           | Рим, Италија              | квал.  | 2. септембар 1974.  |
| 14. | 11,15    | -1,3        | Ирена Шевињска        | 24. мај 1946.       | Пољска           | Рим, Италија              | полуф. | 3. септембар 1974.  |
| 15. | 11,13    | -1,2        | Ирена Шевињска        | 24. мај 1946.       | Пољска           | Рим, Италија              | фин.   | 3. септембар 1974.  |
| 15. | 11,13    | 0,0         | Марлис Гер            | 21. март 1958.      | Источна Немачка  | Праг, Чехословачка        | фин.   | 30. август 1978.    |
| 17. | 11,01    | -0,5        | Марлис Гер            | 21. март 1958.      | Источна Немачка  | Атина, Грчка              | фин.   | 7. септембар 1982.  |
| 18. | 10,98    | 1,2         | Марлис Гер            | 21. март 1958.      | Источна Немачка  | Штутгарт, Западна Немачка | полуф. | 27. август 1986.    |
| 19. | 10,91    | 0,8         | Марлис Гер            | 21. март 1958.      | Источна Немачка  | Штутгарт, Западна Немачка | фин.   | 27. август 1986.    |
| 20. | 10,89    | 1,8         | Катрин Крабе          | 22. новембар 1969.  | Источна Немачка  | Сплит, Југославија        | фин.   | 19. август 1990.    |
| 19. | 10,81    | 1,3         | Кристин Арон          | 13. септембар 1973. | Француска        | Будимпешта, Мађарска      | полуф. | 19. август 1998.    |
| 20. | 10,73    | 2,0         | Кристин Арон          | 13. септембар 1973. | Француска        | Будимпешта, Мађарска      | фин.   | 19. август 1998.    |